# Magyarország a 2013-as úszó-világbajnokságon
Magyarország a spanyolországi Barcelonában megrendezésre kerülő 2013-as úszó-világbajnokság egyik részt vevő nemzete volt. Az ország a világbajnokságon 47 sportolóval képviseltette magát, akik összesen 4 arany-, 1 ezüst- és 2 bronzérmet szereztek.

## Versenyzők száma
| Sportág, szakág  | Magyar résztvevő | Magyar résztvevő | Magyar résztvevő |
| Sportág, szakág  | Férfi            | Nő               | Össz.            |
| Úszás            | 10               | 4                | 14               |
| Nyílt vízi úszás | 2                | 2                | 4                |
| Műugrás          | 1                | 3                | 4                |
| Vízilabda        | 13               | 13               | 26               |
| Összesen         | 26*              | 22               | 47*              |

* – Gyurta Gergely úszásban és nyílt vízi úszásban is indult.

## Érmesek
| Érem      | Versenyző | Versenyszám | Versenyszám               | Dátum        |
| --------- | --- | ----------- | ------------------------- | ------------ |
| Aranyérem | Gyurta Dániel | úszás       | Férfi 200 m mellúszás     | augusztus 2. |
| Aranyérem | Hosszú Katinka | úszás       | Női 200 m vegyesúszás     | július 29.   |
| Aranyérem | Hosszú Katinka | úszás       | Női 400 m vegyesúszás     | augusztus 4. |
| Aranyérem | Férfi vízilabda-válogatott Decker Attila Nagy Viktor Bátori Bence Bedő Krisztián Decker Ádám Gór-Nagy Miklós Hárai Balázs Hosnyánszky Norbert Madaras Norbert Szivós Márton Varga Dániel Varga Dénes Vámos Márton            | vízilabda   | Férfi                     | augusztus 3. |
| Ezüstérem | Cseh László | úszás       | Férfi 100 m pillangóúszás | augusztus 3. |
| Bronzérem | Hosszú Katinka | úszás       | Női 200 m pillangóúszás   | augusztus 1. |
| Bronzérem | Női vízilabda-válogatott Bolonyai Flóra Kasó Orsolya Antal Dóra Bujka Barbara Garda Krisztina Illés Anna Keszthelyi Rita Kisteleki Dóra Menczinger Katalin Miskolczi Ibolya Kitti Szűcs Gabriella Takács Orsolya Tóth Ildikó | vízilabda   | Női                       | augusztus 2. |

## Úszás
Férfi
| Versenyző                                              | Versenyszám      | Előfutam | Előfutam | Előfutam | Elődöntő | Elődöntő | Elődöntő | Döntő   | Döntő     |
| Versenyző                                              | Versenyszám      | Idő      | Hely.    | Össz.    | Idő      | Hely.    | Össz.    | Idő     | Helyezés  |
| ------------------------------------------------------ | ---------------- | -------- | -------- | -------- | -------- | -------- | -------- | ------- | --------- |
| Takács Krisztián                                       | 50 m gyors       | 22,01    | 4.       | 8.*      | 22,28    | 8.       | 16.      | kiesett | kiesett   |
| Takács Krisztián                                       | 100 m gyors      | 49,70    | 8.       | 24.      | kiesett  | kiesett  | kiesett  | kiesett | kiesett   |
| Kis Gergő                                              | 400 m gyors      | 3:50,87  | 7.       | 16.      |          |          |          | kiesett | kiesett   |
| Kis Gergő                                              | 800 m gyors      | 8:00,92  | 6.       | 22.      |          |          |          | kiesett | kiesett   |
| Kis Gergő                                              | 1500 m gyors     | 15:23,26 | 7.       | 21.      |          |          |          | kiesett | kiesett   |
| Gyurta Gergely                                         | 1500 m gyors     | 15:09,21 | 5.       | 12.*     |          |          |          | kiesett | kiesett   |
| Bernek Péter                                           | 50 m hát         | 26,36    | 9.       | 28.      | kiesett  | kiesett  | kiesett  | kiesett | kiesett   |
| Bernek Péter                                           | 200 m hát        | 1:57,20  | 2.       | 4.       | 1:57,37  | 4.       | 8.       | 1:58,26 | 8.        |
| Balog Gábor                                            | 200 m hát        | 1:57,98  | 3.       | 10.      | 1:57,42  | 5.       | 9.       | kiesett | kiesett   |
| Gyurta Dániel                                          | 200 m mell       | 2:09,94  | 2.       | 3.       | 2:08,50  | 1.       | 1.       | 2:07,23 | Aranyérem |
| Biczó Bence                                            | 200 m pillangó   | 1:56,70  | 2.       | 9.       | 1:56,48  | 6.       | 13.      | kiesett | kiesett   |
| Pulai Bence                                            | 50 m pillangó    | 24,31    | 3.       | 34.      | kiesett  | kiesett  | kiesett  | kiesett | kiesett   |
| Pulai Bence                                            | 100 m pillangó   | 52,98    | 7.       | 24.      | kiesett  | kiesett  | kiesett  | kiesett | kiesett   |
| Cseh László                                            | 100 m pillangó   | 51,89    | 1.       | 3.       | 51,61    | 4.       | 5.       | 51,45   | Ezüstérem |
| Cseh László                                            | 100 m hát        | 54,06    | 2.       | 8.       | 54,00    | 7.       | 13.      | kiesett | kiesett   |
| Cseh László                                            | 200 m vegyes     | 1:57,70  | 1.       | 1.       | 1:57,41  | 2.       | 3.       | 1:57,70 | 5.        |
| Verrasztó Dávid                                        | 400 m vegyes     | 4:13,95  | 2.       | 5.       |          |          |          | 4:13,68 | 6.        |
| Cseh László Gyurta Dániel Pulai Bence Takács Krisztián | 4 × 100 m vegyes | 3:34,64  | 3.       | 7.       |          |          |          | 3:34,09 | 7.        |

Női
Risztov Éva az 1500 m-es gyorsúszásban indult volna, azonban betegség miatt visszalépett.
| Versenyző         | Versenyszám    | Előfutam | Előfutam | Előfutam | Elődöntő     | Elődöntő     | Elődöntő     | Döntő    | Döntő     |
| Versenyző         | Versenyszám    | Idő      | Hely.    | Össz.    | Idő          | Hely.        | Össz.        | Idő      | Helyezés  |
| ----------------- | -------------- | -------- | -------- | -------- | ------------ | ------------ | ------------ | -------- | --------- |
| Kapás Boglárka    | 400 m gyors    | 4:05,61  | 3.       | 7.       |              |              |              | 4:05,90  | 5.        |
| Kapás Boglárka    | 800 m gyors    | 8:25,26  | 1.       | 5.       |              |              |              | 8:21,21  | 4.        |
| Kapás Boglárka    | 1500 m gyors   | 16:02,58 | 1.       | 5.       |              |              |              | 16:06,89 | 7.        |
| Verrasztó Evelyn  | 100 m gyors    | 55,08    | 6.       | 17.      | 55,32        | 7.           | 15.          | kiesett  | kiesett   |
| Verrasztó Evelyn  | 100 m pillangó | 58,95    | 6.       | 14.      | 58,74        | 7.           | 12.          | kiesett  | kiesett   |
| Verrasztó Evelyn  | 200 m hát      | 2:08,93  | 4.       | 12.      | 2:11,83      | 8.           | 16.          | kiesett  | kiesett   |
| Hosszú Katinka    | 200 m hát      | 2:08,93  | 4.       | 5.       | 2:08,97      | 4.           | 6.           | 2:09,08  | 6.        |
| Hosszú Katinka    | 200 m gyors    | 1:56,73  | 1.       | 2.       | 1:56,80      | 4.           | 9.           | kiesett  | kiesett   |
| Hosszú Katinka    | 100 m hát      | 59,40    | 2.       | 2.       | visszalépett | visszalépett | visszalépett | kiesett  | kiesett   |
| Hosszú Katinka    | 200 m pillangó | 2:07,51  | 2.       | 2.       | 2:06,85      | 2.           | 3.           | 2:05,59  | Bronzérem |
| Hosszú Katinka    | 200 m vegyes   | 2:08,45  | 1.       | 1.       | 2:08,59      | 1.           | 1.           | 2:07,92  | Aranyérem |
| Hosszú Katinka    | 400 m vegyes   | 4:32,72  | 1.       | 1.       |              |              |              | 4:30,41  | Aranyérem |
| Jakabos Zsuzsanna | 400 m vegyes   | 4:34,93  | 2.       | 3.*      |              |              |              | 4:34,50  | 6.        |
| Jakabos Zsuzsanna | 200 m vegyes   | 2:12,31  | 2.*      | 10.*     | 2:11,21      | 3.           | 8.           | 2:10,95  | 6.        |
| Jakabos Zsuzsanna | 200 m pillangó | 2:07,87  | 2.       | 7.       | 2:07,31      | 3.           | 6.           | 2:06,58  | 5.        |

* egy másik versenyzővel azonos eredményt ért el

## Hosszútávúszás
Férfi
| Versenyző      | Versenyszám | Idő       | Helyezés |
| -------------- | ----------- | --------- | -------- |
| Papp Márk      | 5 km        | 53:55,3   | 28.      |
| Gyurta Gergely | 10 km       | 1:49:34,6 | 18.      |
| Gyurta Gergely | 25 km       | 4:49:03,9 | 13.      |

Női
| Versenyző   | Versenyszám | Idő       | Helyezés |
| ----------- | ----------- | --------- | -------- |
| Olasz Anna  | 5 km        | 56:58,4   | 12.      |
| Olasz Anna  | 10 km       | 1:58:22,4 | 5.       |
| Risztov Éva | 10 km       | 1:58:23,4 | 9.       |

Csapat
| Versenyző                        | Versenyszám | Idő     | Helyezés |
| -------------------------------- | ----------- | ------- | -------- |
| Olasz Anna Papp Márk Risztov Éva | Csapat      | 56:09,4 | 9.       |

## Műugrás
Férfi
| Versenyző   | Versenyszám | Selejtező | Selejtező | Döntő   | Döntő    |
| Versenyző   | Versenyszám | Pont      | Hely.     | Pont    | Helyezés |
| ----------- | ----------- | --------- | --------- | ------- | -------- |
| Bóta Botond | 1 m műugrás | 272,70    | 37.       | kiesett | kiesett  |

Női
| Versenyző                     | Versenyszám              | Selejtező | Selejtező | Elődöntő | Elődöntő | Döntő   | Döntő    |
| Versenyző                     | Versenyszám              | Pont      | Hely.     | Pont     | Hely.    | Pont    | Helyezés |
| ----------------------------- | ------------------------ | --------- | --------- | -------- | -------- | ------- | -------- |
| Gondos Flóra                  | 3 m műugrás              | 200,20    | 37.       | kiesett  | kiesett  | kiesett | kiesett  |
| Kormos Villő                  | 10 m toronyugrás         | 278,05    | 20.       | kiesett  | kiesett  | kiesett | kiesett  |
| Reisinger Zsófia              | 10 m toronyugrás         | 250,45    | 25.       | kiesett  | kiesett  | kiesett | kiesett  |
| Gondos Flóra Reisinger Zsófia | 3 m szinkronugrás        | 241,89    | 15.       |          |          | kiesett | kiesett  |
| Kormos Villő Reisinger Zsófia | 10 méteres szinkronugrás | 256,26    | 12.       |          |          | 261,24  | 10.      |

## Vízilabda

### Férfi
A magyar férfi vízilabda-válogatott kerete:
| Magyar nemzeti férfi vízilabdacsapat-játékoskeret | Magyar nemzeti férfi vízilabdacsapat-játékoskeret | Magyar nemzeti férfi vízilabdacsapat-játékoskeret | Magyar nemzeti férfi vízilabdacsapat-játékoskeret | Magyar nemzeti férfi vízilabdacsapat-játékoskeret | Magyar nemzeti férfi vízilabdacsapat-játékoskeret |
| #                                                 | Név                                               | Poszt                                             | Kor (2013. július 20. szerint)                    |                                                   |                                                   |
| ------------------------------------------------- | ------------------------------------------------- | ------------------------------------------------- | ------------------------------------------------- | ------------------------------------------------- | ------------------------------------------------- |
| 1                                                 | Nagy Viktor                                       | K                                                 | 1984. július 24. (28 évesen)                      |                                                   |                                                   |
| 2                                                 | Gór-Nagy Miklós                                   | M                                                 | 1983. január 8. (30 évesen)                       |                                                   |                                                   |
| 3                                                 | Madaras Norbert                                   | M                                                 | 1979. december 1. (33 évesen)                     |                                                   |                                                   |
| 4                                                 | Bátori Bence                                      | M                                                 | 1991. december 28. (21 évesen)                    |                                                   |                                                   |
| 5                                                 | Vámos Márton                                      | M                                                 | 1992. június 24. (21 évesen)                      |                                                   |                                                   |
| 6                                                 | Hosnyánszky Norbert                               | M                                                 | 1984. március 4. (29 évesen)                      |                                                   |                                                   |
| 7                                                 | Decker Ádám                                       | M                                                 | 1984. február 29. (29 évesen)                     |                                                   |                                                   |
| 8                                                 | Szivós Márton                                     | M                                                 | 1981. augusztus 19. (31 évesen)                   |                                                   |                                                   |
| 9                                                 | Varga Dániel                                      | M                                                 | 1983. szeptember 25. (29 évesen)                  |                                                   |                                                   |
| 10                                                | Varga Dénes                                       | M                                                 | 1987. március 29. (26 évesen)                     |                                                   |                                                   |
| 11                                                | Bedő Krisztián                                    | M                                                 | 1993. május 4. (20 évesen)                        |                                                   |                                                   |
| 12                                                | Hárai Balázs                                      | M                                                 | 1987. április 5. (26 évesen)                      |                                                   |                                                   |
| 13                                                | Decker Attila                                     | K                                                 | 1987. augusztus 25. (25 évesen)                   |                                                   |                                                   |
| Szövetségi kapitány: Benedek Tibor                |                                                   |                                                   |                                                   |                                                   |                                                   |

C csoport
| Hely. | Csapat       | M | Gy | D | V | G+ | G– | Gk  | P |
| ----- | ------------ | - | -- | - | - | -- | -- | --- | - |
| 1.    | Szerbia      | 3 | 3  | 0 | 0 | 39 | 26 | +13 | 6 |
| 2.    | Magyarország | 3 | 1  | 1 | 1 | 32 | 27 | +5  | 3 |
| 3.    | Ausztrália   | 3 | 1  | 1 | 1 | 25 | 26 | −1  | 3 |
| 4.    | Kína         | 3 | 0  | 0 | 3 | 21 | 38 | −17 | 0 |

| 2013. július 22. 17:30 | Magyarország         | 13–5        | Kína         | Piscines Bernat Picornell, Barcelona Nézőszám: 500 Játékvezetők: Margeta (SLO), Mellirar (RSA) |
| 2013. július 22. 17:30 | (3–1, 4–1, 3–2, 3–1) |             |              | Piscines Bernat Picornell, Barcelona Nézőszám: 500 Játékvezetők: Margeta (SLO), Mellirar (RSA) |
| 2013. július 22. 17:30 | Szivós 5             | Jegyzőkönyv | öt játékos 1 | Piscines Bernat Picornell, Barcelona Nézőszám: 500 Játékvezetők: Margeta (SLO), Mellirar (RSA) |

| 2013. július 24. 13:30 | Szerbia              | 13–10       | Magyarország | Piscines Bernat Picornell, Barcelona Nézőszám: 1000 Játékvezetők: Margeta (SLO), Koryzna (POL) |
| 2013. július 24. 13:30 | (2–3, 5–2, 2–2, 4–3) |             |              | Piscines Bernat Picornell, Barcelona Nézőszám: 1000 Játékvezetők: Margeta (SLO), Koryzna (POL) |
| 2013. július 24. 13:30 | Prlainović, Nikić 3  | Jegyzőkönyv | Varga Dé. 3  | Piscines Bernat Picornell, Barcelona Nézőszám: 1000 Játékvezetők: Margeta (SLO), Koryzna (POL) |

| 2013. július 26. 10:50 | Magyarország         | 9–9         | Ausztrália | Piscines Bernat Picornell, Barcelona Nézőszám: 1100 Játékvezetők: Margeta (SLO), Stavridis (GRE) |
| 2013. július 26. 10:50 | (3–3, 1–1, 3–3, 2–2) |             |            | Piscines Bernat Picornell, Barcelona Nézőszám: 1100 Játékvezetők: Margeta (SLO), Stavridis (GRE) |
| 2013. július 26. 10:50 | Vámos 3              | Jegyzőkönyv | Campbell 5 | Piscines Bernat Picornell, Barcelona Nézőszám: 1100 Játékvezetők: Margeta (SLO), Stavridis (GRE) |

Nyolcaddöntő
| 2013. július 28. 18:50 | Magyarország         | 16–7        | Kazahsztán | Piscines Bernat Picornell, Barcelona Játékvezetők: Reemnet (NED), Koryzna (POL) |
| 2013. július 28. 18:50 | (2–4, 7–1, 6–1, 1–1) |             |            | Piscines Bernat Picornell, Barcelona Játékvezetők: Reemnet (NED), Koryzna (POL) |
| 2013. július 28. 18:50 | öt játékos 2         | Jegyzőkönyv | Gubarjov 3 | Piscines Bernat Picornell, Barcelona Játékvezetők: Reemnet (NED), Koryzna (POL) |

Negyeddöntő
| 2013. július 30. 15:30 | Görögország          | 3–9         | Magyarország    | Piscines Bernat Picornell, Barcelona Nézőszám: 900 Játékvezetők: Golijanin (SRB), Bender (GER) |
| 2013. július 30. 15:30 | (1–2, 1–1, 1–2, 0–4) |             |                 | Piscines Bernat Picornell, Barcelona Nézőszám: 900 Játékvezetők: Golijanin (SRB), Bender (GER) |
| 2013. július 30. 15:30 | három játékos 1      | Jegyzőkönyv | három játékos 2 | Piscines Bernat Picornell, Barcelona Nézőszám: 900 Játékvezetők: Golijanin (SRB), Bender (GER) |

Elődöntő
| 2013. augusztus 1. 20:15 | Magyarország         | 11–10       | Horvátország   | Piscines Bernat Picornell, Barcelona Nézőszám: 4000 Játékvezetők: Flahive (AUS), Naumov (RUS) |
| 2013. augusztus 1. 20:15 | (2–3, 4–2, 3–2, 2–3) |             |                | Piscines Bernat Picornell, Barcelona Nézőszám: 4000 Játékvezetők: Flahive (AUS), Naumov (RUS) |
| 2013. augusztus 1. 20:15 | Vámos, Szivós 3      | Jegyzőkönyv | négy játékos 2 | Piscines Bernat Picornell, Barcelona Nézőszám: 4000 Játékvezetők: Flahive (AUS), Naumov (RUS) |

Döntő
| 2013. augusztus 3. 22:15 | Magyarország         | 8–7         | Montenegró | Piscines Bernat Picornell, Barcelona Nézőszám: 4500 Játékvezetők: Borrell (ESP), Margeta (SLO) |
| 2013. augusztus 3. 22:15 | (2–0, 1–2, 3–3, 2–2) |             |            | Piscines Bernat Picornell, Barcelona Nézőszám: 4500 Játékvezetők: Borrell (ESP), Margeta (SLO) |
| 2013. augusztus 3. 22:15 | Szivós, Hárai 2      | Jegyzőkönyv | Ivović 3   | Piscines Bernat Picornell, Barcelona Nézőszám: 4500 Játékvezetők: Borrell (ESP), Margeta (SLO) |

| Csapat       | Helyezés  |
| ------------ | --------- |
| Magyarország | Aranyérem |

### Női
A magyar női vízilabda-válogatott kerete:
| Magyar nemzeti női vízilabdacsapat-játékoskeret | Magyar nemzeti női vízilabdacsapat-játékoskeret | Magyar nemzeti női vízilabdacsapat-játékoskeret | Magyar nemzeti női vízilabdacsapat-játékoskeret | Magyar nemzeti női vízilabdacsapat-játékoskeret | Magyar nemzeti női vízilabdacsapat-játékoskeret |
| #                                               | Név                                             | Poszt                                           | Magasság                                        | Súly                                            | Kor (2013. július 20. szerint)                  |
| ----------------------------------------------- | ----------------------------------------------- | ----------------------------------------------- | ----------------------------------------------- | ----------------------------------------------- | ----------------------------------------------- |
| 1                                               | Bolonyai Flóra                                  | K                                               | 179                                             | 69                                              | 1991. április 5. (22 évesen)                    |
| 2                                               | Illés Anna                                      | M                                               | 180                                             | 73                                              | 1994. február 21. (19 évesen)                   |
| 3                                               | Antal Dóra                                      | M                                               | 168                                             | 60                                              | 1993. szeptember 9. (19 évesen)                 |
| 4                                               | Kisteleki Dóra                                  | M                                               | 173                                             | 62                                              | 1983. május 11. (30 évesen)                     |
| 5                                               | Szűcs Gabriella                                 | M                                               | 183                                             | 71                                              | 1988. március 7. (25 évesen)                    |
| 6                                               | Takács Orsolya                                  | M                                               | 190                                             | 85                                              | 1985. május 20. (28 évesen)                     |
| 7                                               | Miskolczi Ibolya Kitti                          | M                                               | 178                                             | 70                                              | 1994. szeptember 8. (18 évesen)                 |
| 8                                               | Keszthelyi Rita                                 | M                                               | 177                                             | 70                                              | 1991. december 10. (21 évesen)                  |
| 9                                               | Tóth Ildikó                                     | M                                               | 176                                             | 64                                              | 1987. április 23. (26 évesen)                   |
| 10                                              | Bujka Barbara                                   | M                                               | 175                                             | 84                                              | 1986. szeptember 5. (26 évesen)                 |
| 11                                              | Garda Krisztina                                 | M                                               | 170                                             | 71                                              | 1994. július 16. (19 évesen)                    |
| 12                                              | Menczinger Katalin                              | M                                               | 179                                             | 69                                              | 1989. január 17. (24 évesen)                    |
| 13                                              | Kasó Orsolya                                    | K                                               | 185                                             | 71                                              | 1988. november 22. (24 évesen)                  |
| Szövetségi kapitány: Merész András              |                                                 |                                                 |                                                 |                                                 |                                                 |

D csoport
| Csapat       | M | Gy | D | V | G+ | G- | Gk  | P |
| ------------ | - | -- | - | - | -- | -- | --- | - |
| Magyarország | 3 | 3  | 0 | 0 | 48 | 17 | +31 | 6 |
| Olaszország  | 3 | 2  | 0 | 1 | 26 | 22 | +4  | 4 |
| Kazahsztán   | 3 | 1  | 0 | 2 | 23 | 32 | −9  | 2 |
| Brazília     | 3 | 0  | 0 | 3 | 16 | 42 | −26 | 0 |

| 2013. július 21. 18:50 | Magyarország         | 20–6        | Brazília             | Barcelona Nézőszám: 300 Játékvezetők: Naumov (RUS), Reemnet (NED) |
| 2013. július 21. 18:50 | (6–2, 3–0, 3–0, 8–4) |             |                      | Barcelona Nézőszám: 300 Játékvezetők: Naumov (RUS), Reemnet (NED) |
| 2013. július 21. 18:50 | Keszthelyi 5         | Jegyzőkönyv | Zablith, Chiappini 2 | Barcelona Nézőszám: 300 Játékvezetők: Naumov (RUS), Reemnet (NED) |

| 2013. július 23. 18:50 | Magyarország         | 10–4        | Olaszország    | Piscines Bernat Picornell, Barcelona Nézőszám: 400 Játékvezetők: Borrell (ESP), Margeta (SLO) |
| 2013. július 23. 18:50 | (3–1, 3–1, 3–1, 1–1) |             |                | Piscines Bernat Picornell, Barcelona Nézőszám: 400 Játékvezetők: Borrell (ESP), Margeta (SLO) |
| 2013. július 23. 18:50 | Keszthelyi, Bujka 4  | Jegyzőkönyv | négy játékos 1 | Piscines Bernat Picornell, Barcelona Nézőszám: 400 Játékvezetők: Borrell (ESP), Margeta (SLO) |

| 2013. július 25. 12:10 | Magyarország         | 18–7        | Kazahsztán | Piscines Bernat Picornell, Barcelona Nézőszám: 200 Játékvezetők: Williams (NZL), Bender (GER) |
| 2013. július 25. 12:10 | (8–1, 4–2, 3–2, 3–2) |             |            | Piscines Bernat Picornell, Barcelona Nézőszám: 200 Játékvezetők: Williams (NZL), Bender (GER) |
| 2013. július 25. 12:10 | Bujka 3              | Jegyzőkönyv | Jakayeva 4 | Piscines Bernat Picornell, Barcelona Nézőszám: 200 Játékvezetők: Williams (NZL), Bender (GER) |

Nyolcaddöntő
| 2013. július 27. 20:10 | Magyarország         | 14–5        | Nagy-Britannia | Piscines Bernat Picornell, Barcelona Nézőszám: 450 Játékvezetők: Terepenka (CAN), Drury (USA) |
| 2013. július 27. 20:10 | (4–2, 4–2, 2–0, 4–1) |             |                | Piscines Bernat Picornell, Barcelona Nézőszám: 450 Játékvezetők: Terepenka (CAN), Drury (USA) |
| 2013. július 27. 20:10 | Bujka 5              | Jegyzőkönyv | Nixon 2        | Piscines Bernat Picornell, Barcelona Nézőszám: 450 Játékvezetők: Terepenka (CAN), Drury (USA) |

Negyeddöntő
| 2013. július 29. 20:15 | Hollandia            | 7–11        | Magyarország | Piscines Bernat Picornell, Barcelona Nézőszám: 1800 Játékvezetők: Moller (ARG), Taylan (TUR) |
| 2013. július 29. 20:15 | (1–5, 0–2, 3–2, 3–2) |             |              | Piscines Bernat Picornell, Barcelona Nézőszám: 1800 Játékvezetők: Moller (ARG), Taylan (TUR) |
| 2013. július 29. 20:15 | Klaassen 2           | Jegyzőkönyv | Keszthelyi 4 | Piscines Bernat Picornell, Barcelona Nézőszám: 1800 Játékvezetők: Moller (ARG), Taylan (TUR) |

Elődöntő
| 2013. július 31. 21:45 | Spanyolország        | 13–12       | Magyarország | Piscines Bernat Picornell, Barcelona Nézőszám: 3200 Játékvezetők: Drury (USA), Alexandrescu (ROU) |
| 2013. július 31. 21:45 | (5–5, 4–4, 2–3, 2–0) |             |              | Piscines Bernat Picornell, Barcelona Nézőszám: 3200 Játékvezetők: Drury (USA), Alexandrescu (ROU) |
| 2013. július 31. 21:45 | Espar 4              | Jegyzőkönyv | Antal 4      | Piscines Bernat Picornell, Barcelona Nézőszám: 3200 Játékvezetők: Drury (USA), Alexandrescu (ROU) |

Bronzmérkőzés
| 2013. augusztus 2. 16:30 | Oroszország          | 8–10        | Magyarország       | Piscines Bernat Picornell, Barcelona Nézőszám: 1250 Játékvezetők: Drury (USA), Bianchi (ITA) |
| 2013. augusztus 2. 16:30 | (3–3, 2–2, 2–3, 1–2) |             |                    | Piscines Bernat Picornell, Barcelona Nézőszám: 1250 Játékvezetők: Drury (USA), Bianchi (ITA) |
| 2013. augusztus 2. 16:30 | A. Antonova 3        | Jegyzőkönyv | Keszthelyi, Tóth 3 | Piscines Bernat Picornell, Barcelona Nézőszám: 1250 Játékvezetők: Drury (USA), Bianchi (ITA) |

| Csapat       | Helyezés  |
| ------------ | --------- |
| Magyarország | Bronzérem |